# 関東鉄道キハ2300形気動車
関東鉄道キハ2300形気動車（かんとうてつどうキハ2300がたきどうしゃ）は、関東鉄道の通勤型気動車。
2000年（平成12年）から2002年（平成14年）にかけて、2両編成5本（10両）が新潟鐵工所で製造された。
片運転台の車両で電気指令式ブレーキや変速機自動切換、駅名案内装置(LED)などを装備。

## 概要
基本仕様はキハ2100形に準ずるが、ブレーキについては関鉄初となる電気指令式ブレーキを採用して近代化を図っている（ベースとなったキハ2100形では、在来車との連結を考慮して自動空気ブレーキが採用されていた）。
エンジンは新潟鐵工所製DMF13HZを採用。
全車両、前面・側面の行先表示器はLED式である。
新製時は、ドア上部のLED式車内案内表示器およびドアチャイム、保安装置であるEB装置は設置されていなかったが、2004年（平成16年）から複線区間である水海道以南でのワンマン運転を実施する事になり、その対応改造の際に設置された。
なお、3次車については、新製時よりワンマン運転に対応している。
さらに、常総線の快速運転の開始に伴う改造工事により、列車選別装置が設置された。
主に複線区間を担当するが、単線区間にも朝夕に、普通・快速列車を問わず幅広く運用されている。

## サービス設備
- 冷暖房装置
- 自動音声案内装置
- 車内駅名案内装置(LED)
- 行先表示機(LED)
- ドアチャイム
- 車椅子スペース

## 編成
- 一次車：2301-2304
  - 改造によりワンマン運転対応
- 二次車：2305-2308
  - 改造によりワンマン運転対応
- 三次車：2309-2310
  - 製造時よりワンマン運転対応

## 画像

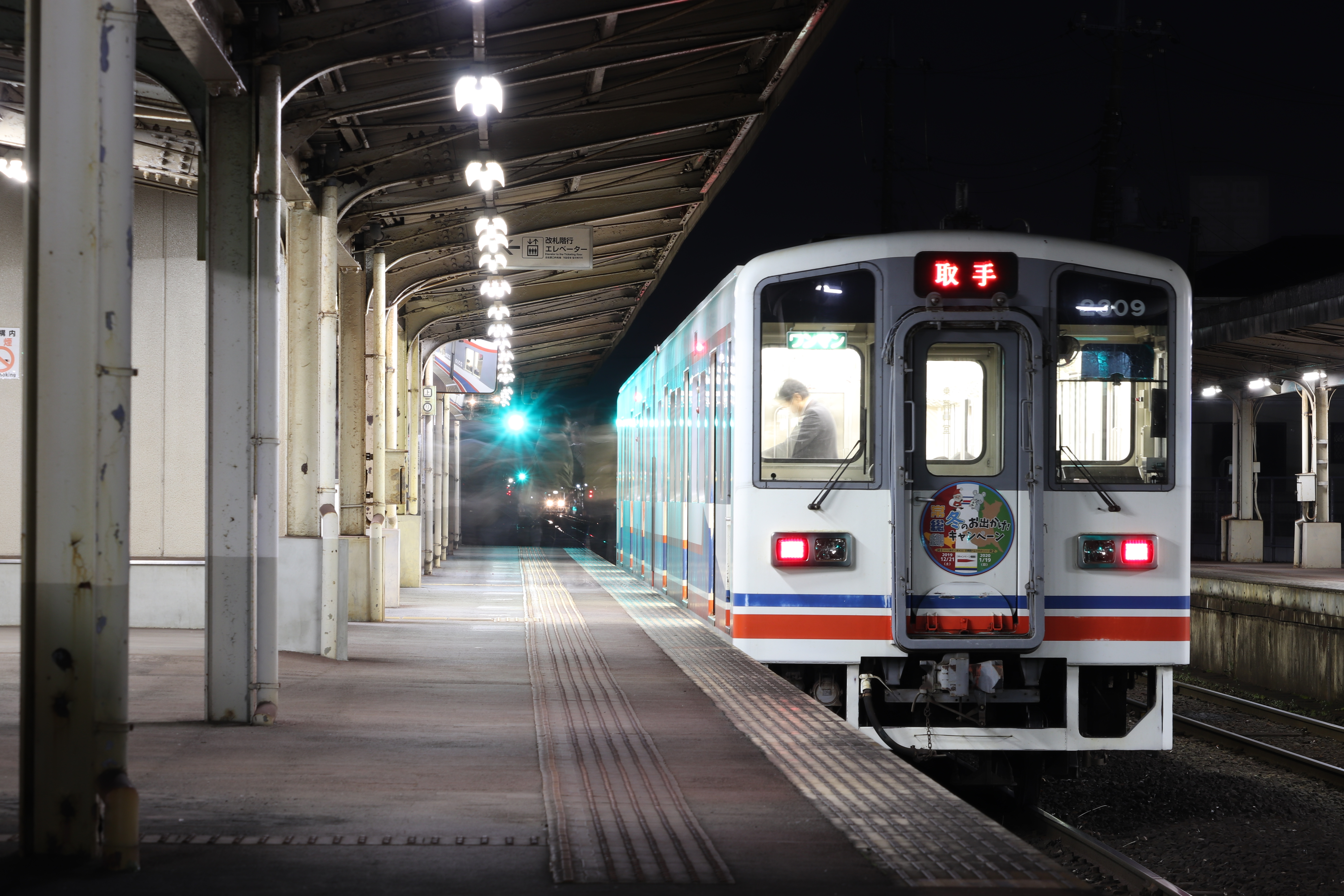
キハ2300形(2309 冬のおでかけキャンペーン)
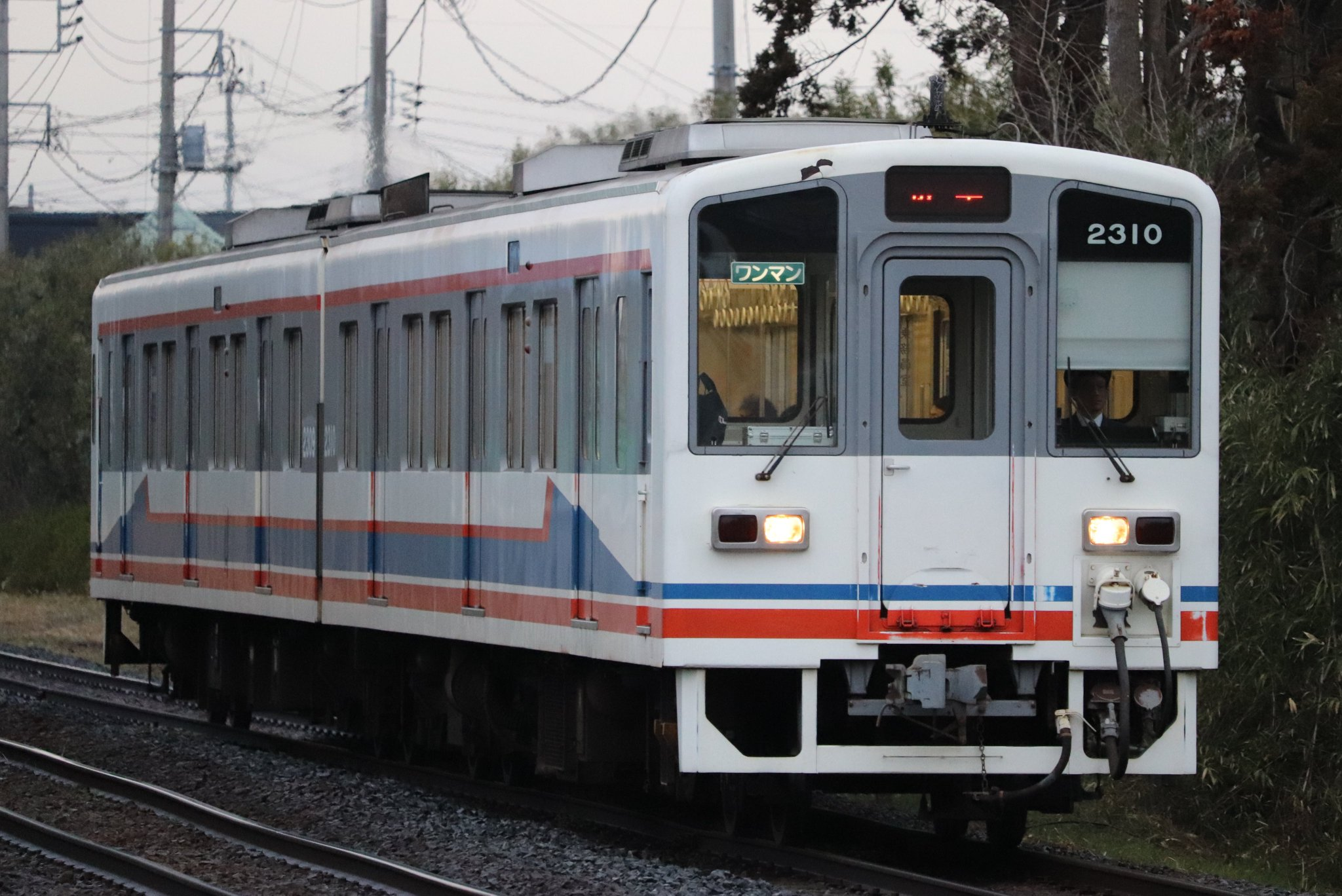
キハ2300形（2310）
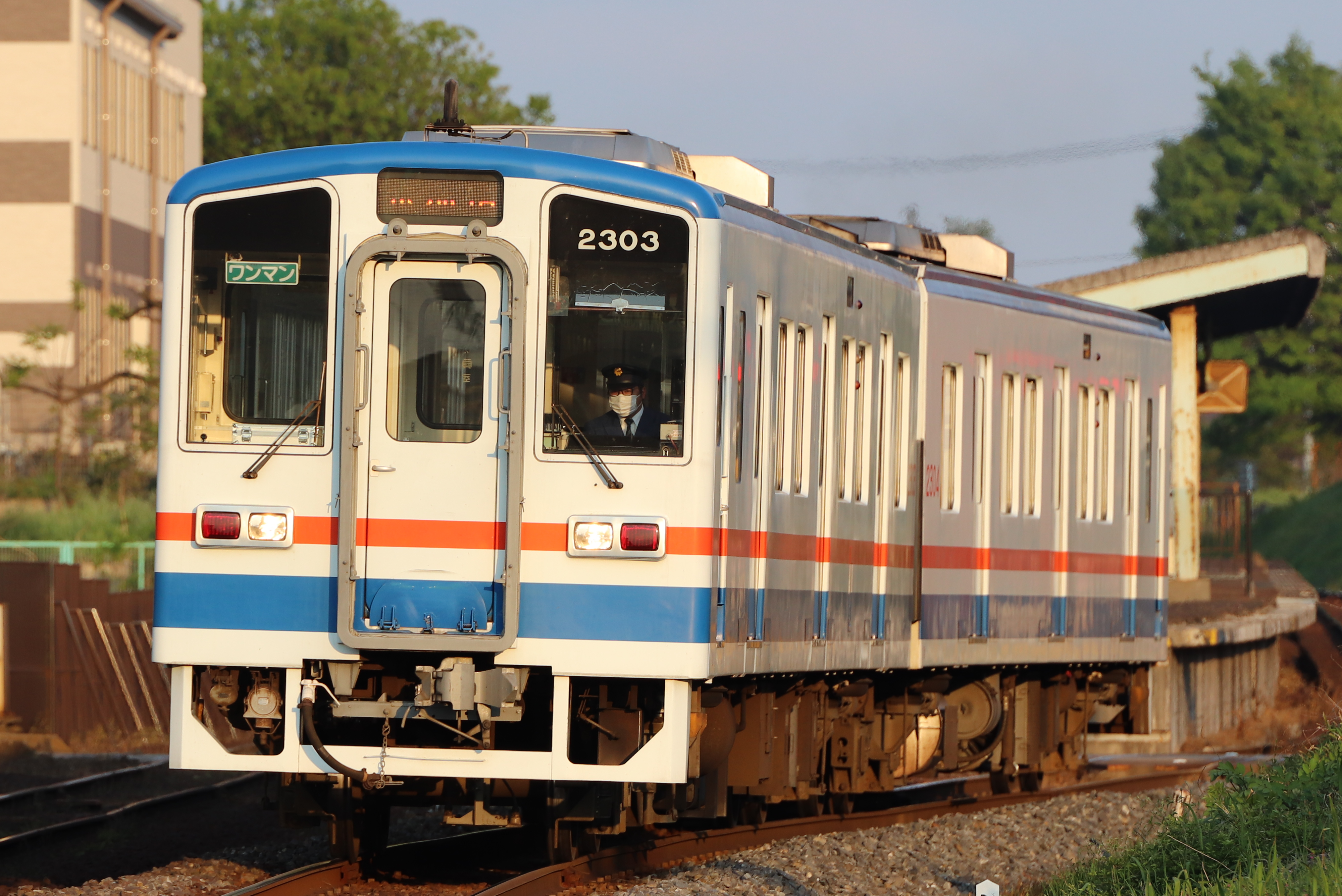
キハ2300形（2303）